# كارنوت

كارنوت هي مدينة تقع جنوب غرب جمهورية أفريقيا الوسطى في محافظة مامبرة كاديي.